# ADN polimerasa I
ADN polimerasa I (o Pol I) és un enzim que participa en el procés de replicació de l'Adn en les procariotes. Està format per 928 aminoàcids, i és un exemple d'un enzim processiu (de l'anglès processivity) – pot catalitzar seqüencialment múltiples polimertitzacions. Va ser descobert el 1956 per Athur Kornberg
, va ser la primera Adn polimerasa a ser coneguda (i també el primer tipus de polimerasa). En un principi es va caracteritzar en E. coli, encara que és omnipresent en els procariotes. En E. coli i moltes altres bacteris, el gen que codifica Pol I és conegut com a PolA.

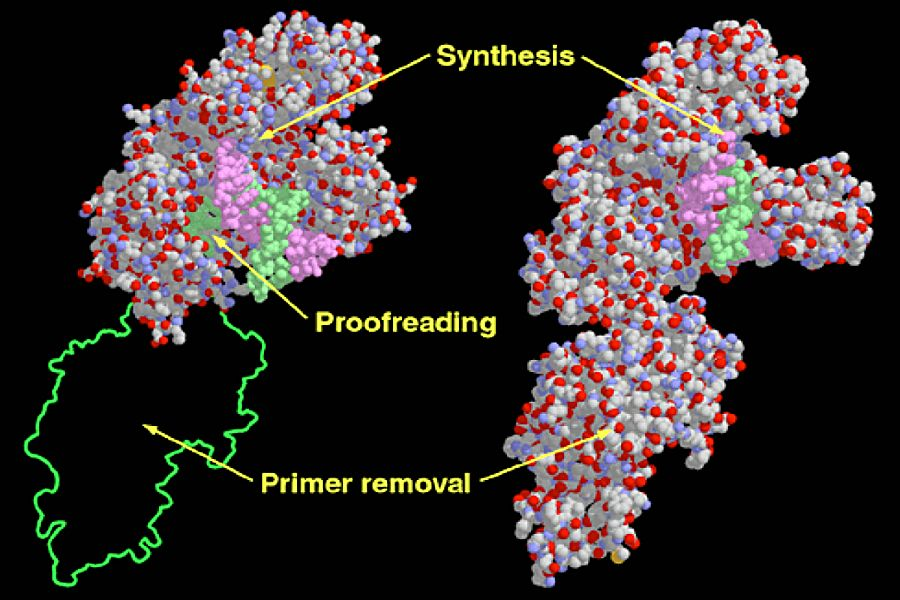
Dominis Funcionals al fragment Klenow (esquerra) i de l'ADN Polimerasa I (dreta)

Pol I té tres activitats enzimàtiques:
1. Una activitat DNA-polimerasa en direcció 5 '→ 3' (endavant), que requereix a l'extrem 3' un encebador i una cadena model.
2. Una activitat exonucleasa en sentit 3 '→ 5' (al revés) que permet la correcció de l'ADN.
3. Una activitat exonucleasa en direcció 5 '→ 3' (endavant) que permet la nick-translation durant la reparació de l'Adn.

En el procés de replicació, la DNA polimerasa I elimina l'encebador d'ARN (creat per la primasa) de la cadena retardada i omple amb nucleòtids necessaris els fragments d'Okazaki (vegeu Replicació de l'ADN) en sentit 5 '→ 3', corregint els errors. És un enzim que depèn de la cadena model - només afegeix nucleòtids amb les seves parelles de bases corresponent si hi ha una cadena d'ADN existent que actui com a model. La ligasa després uneix els diferents fragments junts en una cadena contínua d'ADN.
Tot i l'aviat caracterització de la Pol, aviat es va fer evident que la Pol no era l'enzim responsable de la majoria de síntesi d'ADN - en l'E. coli la replicació és d'aproximadament 1.000 nucleòtids / segon, mentre que la taxa de síntesi per la Pol I mitjana és de només 20 nucleòtids / segon. A més, la seva abundància cel·lular d'aproximadament 400 molècules per cèl·lula no es correlaciona amb el fet que normalment hi ha només dos forquilles de replicació en E. coli. D'altra banda, no és suficient processiu per copiar un genoma complet, ja que cau després de la incorporació de només 25-50 nucleòtids. El seu paper en la replicació va quedar demostrat quan, el 1969, John Cairns aïlla una pol I viable mutada que no tenia l'activitat de la polimerasa
. Paula De Lucia, Assistent de Cairns laboratori ha creat milers d'extractes lliures de cèl·lules de les colònies d'E coli i ha analitzat l'activitat de la polimerasa d'ADN. El clon 3.478 contenia la Pol mutant, que va ser nomenada per Cairns al crèdit "Paula" [De Lucia]. No va ser fins al descobriment de la DNA polimerasa III, que el principal de l'ADN polimerasa replicatiu, finalment, va ser identificat.

## Aplicacions a la investigació
La DNA polimerasa I obtingut de E. coli s'utilitza àmpliament per a la investigació de biologia molecular. Això no obstant, el 5 '→ 3' l'activitat exonucleasa activitat fa que sigui inadequat per a moltes aplicacions. Afortunadament, aquesta activitat enzimàtica indesitjable es pot extreure fàcilment de l'holoenzim per a deixar una molècula molt útil anomenat el fragment Klenow, àmpliament utilitzat en biologia molecular. L'exposició de l'ADN polimerasa I a la proteasa Subtilisin talla la molècula en un fragment més petit, que només conserva l'activitat de l'ADN polimerasa.